# Federico Ernesto di Lippe-Alverdissen
Federico Ernesto di Schaumburg-Lippe-Alverdissen (Alverdissen, 1694 – Bruchhof, 1749) fu Conte di Lippe-Alverdissen.

## Biografia
Nato a Alverdissen, Federico Ernesto era figlio del Conte Filippo Ernesto I di Lippe-Alverdissen (1659-1723) e di sua moglie, la Duchessa Dorotea Amalia di Schleswig-Holstein-Sonderburg-Beck (1656-1739).
Egli succedette al padre come Conte di Lippe-Alverdissen nel 1723 e governò sulla contea sino alla propria morte, nel 1749, quando gli succedette l'unico figlio maschio avuto, Filippo Ernesto.

## Matrimonio e figli
Federico Ernesto, sposò Elisabetta Filippina di Friesenhausen (n. 1696), dalla quale ebbe un solo figlio, maschio: Filippo (1723-1787), Conte di Lippe-Alverdissen e di Schaumburg-Lippe.

## Ascendenza
|                                                       |                                             |                                           | Genitori                                        |  |  | Nonni |  |  | Bisnonni           |  |  | Trisnonni              |  |
|                                                       |                                             |                                           |                                                 |  |  |       |  |  | Simone VI di Lippe |  |  | Bernardo VIII di Lippe |  |
|                                                       |                                             |                                           |                                                 |  |  |       |  |  | Simone VI di Lippe |  |  | Bernardo VIII di Lippe |  |
|                                                       |                                             | Caterina di Waldeck-Eisenberg             |                                                 |  |  |       |  |  | Simone VI di Lippe |  |  |                        |  |
| Filippo I di Schaumburg-Lippe                         |                                             |                                           |                                                 |  |  |       |  |  | Simone VI di Lippe |  |  |                        |  |
|                                                       |                                             | Elisabetta di Holstein-Schaumburg         | Ottone IV di Schaumburg-Holstein-Pinneberg      |  |  |       |  |  |                    |  |  |                        |  |
|                                                       |                                             | Elisabetta di Holstein-Schaumburg         | Ottone IV di Schaumburg-Holstein-Pinneberg      |  |  |       |  |  |                    |  |  |                        |  |
|                                                       |                                             | Elisabetta di Holstein-Schaumburg         | …                                               |  |  |       |  |  |                    |  |  |                        |  |
| Filippo Ernesto I di Lippe-Alverdissen                |                                             | Elisabetta di Holstein-Schaumburg         |                                                 |  |  |       |  |  |                    |  |  |                        |  |
|                                                       |                                             | Maurizio d'Assia-Kassel                   | Guglielmo IV d'Assia-Kassel                     |  |  |       |  |  |                    |  |  |                        |  |
|                                                       |                                             | Maurizio d'Assia-Kassel                   | Guglielmo IV d'Assia-Kassel                     |  |  |       |  |  |                    |  |  |                        |  |
|                                                       |                                             | Maurizio d'Assia-Kassel                   | Sabina di Württemberg                           |  |  |       |  |  |                    |  |  |                        |  |
| Sofia d'Assia-Kassel                                  |                                             | Maurizio d'Assia-Kassel                   |                                                 |  |  |       |  |  |                    |  |  |                        |  |
|                                                       |                                             | Giuliana di Nassau-Dillenburg             | Giovanni VII di Nassau-Dillenburg               |  |  |       |  |  |                    |  |  |                        |  |
|                                                       |                                             | Giuliana di Nassau-Dillenburg             | Giovanni VII di Nassau-Dillenburg               |  |  |       |  |  |                    |  |  |                        |  |
|                                                       |                                             | Giuliana di Nassau-Dillenburg             | Maddalena di Waldeck                            |  |  |       |  |  |                    |  |  |                        |  |
| Federico Ernesto di Lippe-Alverdissen                 |                                             | Giuliana di Nassau-Dillenburg             |                                                 |  |  |       |  |  |                    |  |  |                        |  |
|                                                       | Alessandro di Schleswig-Holstein-Sonderburg | Giovanni di Schleswig-Holstein-Sonderburg |                                                 |  |  |       |  |  |                    |  |  |                        |  |
|                                                       | Alessandro di Schleswig-Holstein-Sonderburg | Giovanni di Schleswig-Holstein-Sonderburg |                                                 |  |  |       |  |  |                    |  |  |                        |  |
|                                                       | Alessandro di Schleswig-Holstein-Sonderburg | Elisabetta di Brunswick-Grubenhagen       |                                                 |  |  |       |  |  |                    |  |  |                        |  |
| Augusto Filippo di Schleswig-Holstein-Sonderburg-Beck | Alessandro di Schleswig-Holstein-Sonderburg |                                           |                                                 |  |  |       |  |  |                    |  |  |                        |  |
|                                                       |                                             | Dorotea di Schwarzburg-Sondershausen      | Giovanni Günther I di Schwarzburg-Sondershausen |  |  |       |  |  |                    |  |  |                        |  |
|                                                       |                                             | Dorotea di Schwarzburg-Sondershausen      | Giovanni Günther I di Schwarzburg-Sondershausen |  |  |       |  |  |                    |  |  |                        |  |
|                                                       |                                             | Dorotea di Schwarzburg-Sondershausen      | Anna di Oldenburg-Delmenhorst                   |  |  |       |  |  |                    |  |  |                        |  |
| Dorotea Amalia di Schleswig-Holstein-Sonderburg-Beck  |                                             | Dorotea di Schwarzburg-Sondershausen      |                                                 |  |  |       |  |  |                    |  |  |                        |  |
|                                                       |                                             | Guglielmo Luigi di Nassau-Saarbrücken     | Luigi II di Nassau-Weilburg                     |  |  |       |  |  |                    |  |  |                        |  |
|                                                       |                                             | Guglielmo Luigi di Nassau-Saarbrücken     | Luigi II di Nassau-Weilburg                     |  |  |       |  |  |                    |  |  |                        |  |
|                                                       |                                             | Guglielmo Luigi di Nassau-Saarbrücken     | Anna Maria d'Assia-Kassel                       |  |  |       |  |  |                    |  |  |                        |  |
| Maria Sibilla di Nassau-Saarbrücken                   |                                             | Guglielmo Luigi di Nassau-Saarbrücken     |                                                 |  |  |       |  |  |                    |  |  |                        |  |
|                                                       |                                             | Anna Amalia di Baden-Durlach              | Giorgio Federico di Baden-Durlach               |  |  |       |  |  |                    |  |  |                        |  |
|                                                       |                                             | Anna Amalia di Baden-Durlach              | Giorgio Federico di Baden-Durlach               |  |  |       |  |  |                    |  |  |                        |  |
|                                                       |                                             | Anna Amalia di Baden-Durlach              | Giuliana Orsola di Salm-Neufville               |  |  |       |  |  |                    |  |  |                        |  |
|                                                       |                                             | Anna Amalia di Baden-Durlach              |                                                 |  |  |       |  |  |                    |  |  |                        |  |